# (19980) Barrysimon
(19980) Barrysimon (1989 WF2) – planetoida z grupy pasa głównego asteroid okrążająca Słońce w ciągu 3 lat i 221 dni w średniej odległości 2,35 j.a. Została odkryta 22 listopada 1989 roku w Palomar Observatory przez Carolyn Shoemaker i Davida Levy. Nazwa planetoidy została nadana na cześć Barry Simona (ur. 1952), astronoma amatora.